# Noël-Jean Lerebours
Pour les articles homonymes, voir Lerebours.
Noël-Jean Lerebours est un opticien français né à Mortain le 25 décembre 1761, et mort à Paris le 13 février 1840.
Il est le père adoptif de Noël Paymal Lerebours.

## Biographie
Envoyé dès son enfance à Paris, Lerebours se consacre à son apprentissage avec courage et s'installe dans son propre établissement dès l'âge de 25 ans. En 1804, il construit une lunette pour Napoléon Bonaparte. En 1812, il présente des miroirs à surface parallèle à l'Académie des sciences. En 1816, il construit une lunette de 19 cm de diamètre, la plus grande réalisée à ce jour, qui est achetée par le Bureau des longitudes. Il équipe ensuite l'Observatoire de Paris d'une lunette de 24 cm de diamètre.  
Il était membre du Bureau des longitudes, chevalier de la Légion d'honneur et membre du conseil général des manufactures et de la société d'encouragement pour l'industrie nationale.